# Interview Music
Interview Music è l'ottavo album in studio del gruppo musicale scozzese Idlewild, pubblicato nel 2019.

## Tracce
1. Dream Variations – 5:03
2. There's A Place For Everything – 3:37
3. Interview Music – 4:59
4. All These Words – 4:32
5. You Wear It Secondhand – 4:26
6. Same Things Twice – 3:46
7. I Almost Didn't Notice – 5:01
8. Miracles – 2:12
9. Mount Analogue – 4:52
10. Forever New – 3:25
11. Bad Logic – 2:26
12. Familiar To Ignore – 4:52
13. Lake Martinez – 3:20

## Formazione
- Roddy Woomble - voce, chitarra acustica
- Rod Jones - chitarra elettrica, chitarra acustica
- Colin Newton - batteria, percussioni
- Andrew Mitchell - basso, cori
- Luciano Rossi - piano, tastiera, cori